# مستعمرة كيب الهولندية
كانت مستعمرة كيب (بالهولندية: Kaapkolonie) مستعمرةً لشركة الهند الشرقية الهولندية في منطقة أفريقيا الجنوبية، تمركزت في رأس الرجاء الصالح الذي استمدت اسمها منه. احتلت المستعمرة ودولها المتعاقبة التي دُمجت فيها المستعمرة جزءًا كبيرًا من جنوب أفريقيا الحديثة. كانت بين عامي 1652 و1691 آمرةً لشركة الهند الشرقية الهولندية، وبين عامي 1691 و1795 محافظةً لها. أسّس يان فان ريبيك المستعمرة بهدف إعادة التزويد وكميناء توقّف لسفن تجارة شركة الهند الشرقية الهولندية مع آسيا. أصبحت كيب تحت الحكم الهولندي منذ عام 1652 حتى عام 1795 ومجددًا منذ عام 1803 حتى عام 1806. كان توسُّع المستعمرة بسرعة إلى مستعمرة استيطانية في السنوات التي تلت إقامتها أمرًا أثار فزع المساهمين في شركة الهند الشرقية الهولندية، الذين ركزوا بصورة رئيسية على جني الأرباح من التجارة الآسيوية.
كانت المستوطنة مكان تقاعد مثالي لموظفي الشركة لكونها المستوطنة الوحيدة الدائمة لشركة الهند الشرقية الهولندية التي لم تَقم بدور ميناء تجارة. بعد عدة سنين من الخدمة في الشركة، كان بإمكان الموظف استئجار قطعة أرض في المستعمرة بصفته إين فرايبورغر een Vryburgher (مواطن حر)، ووجب عليه زراعة المحاصيل التي تَرتَّب عليه بيعها لشركة الهند الشرقية الهولندية مقابل سعر ثابت. ولما كانت هذه المزارع بحاجة لعمالة مكثفة، استورد الفرايبورغر العبيد من مدغشقر وموزمبيق وآسيا، الذين زادوا بسرعة من عدد السكان. بعد إبطال الملك لويس الرابع عشر لمرسوم فونتينبلو (أكتوبر 1685) الذي حمى حق الهوغونوتيين في فرنسا في ممارسة العبادة البروتستانتية دون اضطهاد من الدولة، جذبت المستعمرة العديد من المستوطنين الهوغونوتيين الذين اندمجوا في النهاية مع عامة السكان الفرايبورغريين.
بسبب الحكم الاستبدادي للشركة (إملائها على المزارعين ما ينبغي زرعه ومقابل أي سعر والتحكم بالهجرة واحتكار التجارة) حاول بعض المزارعين الهرب من حكم الشركة بالانتقال إلى مكان أبعد داخل البلاد. أسَّست الشركة، في مجهود من أجل السيطرة على هؤلاء المهاجرين، قضاءًا في سويليندام عام 1745 وقضاءًا آخر في غراف رينيت عام 1786، وصرّحت بأن الحد الشرقي للمستعمرة هو نهر غامتوس، وسرعان ما رأت التريكبوير يعبرونه في نهاية المطاف. وافق الهولنديون عام 1780 على جعل نهر السمكة العظيم حدودًا للمستعمرة من أجل تجنّب التصادم مع شعوب البانتو التي كانت تتقدم جنوبًا وشمالًا وغربًا من شرق وسط أفريقيا.
احتلّ البريطانيون المستعمرة في عام 1795، بعد معركة مويزنبيرغ في ما يُعرف في يومنا هذا بكيب تاون. أعادت بريطانيا المستعمرة إلى الهولنديين في 1 مارس 1803 بموجب شروط معاهدة أميان عام 1802، لكن بما أن الجمهورية الباتافية أمّمت منذ ذلك الحين الشركة الهندية الشرقية الهولندية (1796)، باتت المستعمرة تحت الحكم المباشر للاهاي. إلا أن السيطرة الهولندية لم تدم طويلًا، إذ أبطل اندلاع الحروب النابليونية (18 مايو 1803) سلام أميان. في يناير 1806، احتل البريطانيون المستعمرة لمرة ثانية بعد معركة بلاوبيرغ في ما يُعرف اليوم ببلاوبيرغشتراند. أكدت المعاهدة الإنجليزية الهولندية لعام 1814 انتقال السيطرة إلى بريطانيا العظمى. ومع ذلك بقي معظم المستوطنين الهولنديين في المستعمرة تحت القيادة الجديدة للبريطانيين.

## التاريخ

### الشركة الهندية الشرقية الهولندية
كان تجار شركة الهند الشرقية الهولندية (في أو سي)، بقيادة يان فان ريبيك، أول شعب يقيم مستعمرةً أوروبية في جنوب أفريقيا. بُنيت مستوطنة كيب من قِبلهم عام 1652 كنقطة إعادة تزويد وكمحطة متوسطة ذهابًا وإيابًا لسفن الشركة الهندية الشرقية الهولندية بين هولندا وباتافيا (جاكرتا) في الهند الشرقية الهولندية. باتت محطة الدعم بصورة تدريجية جماعةً استيطانية، هي أسلاف البوير، جماعة إثنية في جنوب أفريقيا تُعرف أيضًا بالأفريقان.